# ساتن، لندن
longitudeساتن، لندنlatitudeساتن، لندن
ساتن (به انگلیسی: Sutton) یک ناحیه در لندن است که در منطقه ساتن لندن واقع شده‌است.

## خصوصیات
ساتن ۴۱٬۴۸۳ نفر جمعیت دارد.